# カイケ・モレノ・ジ・アンドラージ・ロドリゲス
カイケ・モレノ・ジ・アンドラージ・ロドリゲス（Kayke Moreno de Andrade Rodrigues, 1988年4月1日 - ）は、ブラジル・ブラジリア出身のサッカー選手。アル・ホールSC所属。ポジションはフォワード。

## 経歴

### クラブ
首都ブラジリア出身でブラジルの名門フラメンゴの下部組織に入団するため、10歳の時にリオデジャネイロに活動の拠点を移す。ブラジル屈指の強豪クラブで揉まれると、その実力が大きく開花し、前線の核としてチームに欠かせない存在となる。得点はもちろんのこと、中盤でのゲームメイクやセットプレーのキッカーを務めるなど、当時は『カイケのチーム』と言っても過言ではなかった。17歳の時にマレーシアで行われた国際トーナメントでマンチェスター・ユナイテッドやPSVなどと対戦し得点王になった経歴を持つ。フラメンゴの下部組織時代に記録した通算得点数は実に280にもおよび、2007年に見事トップチーム昇格、ブラジル全国選手権でデビューを果たす。順調なキャリアを築くだろうと考えられていたカイケだが、当時すべての大会で好成績を残していたフラメンゴで、19歳のカイケにはなかなかチャンスが回ってこなかった。途中出場でリーグ戦4試合に出場するも、大きなインパクトを残すことなくプロ1年目を終えることとなった。2008年からは国内の複数クラブをわたり歩いた。
2010年には欧州挑戦を決意。国内を離れスウェーデン、ノルウェー、デンマーク、ポルトガルのリーグを経験した。しかし、ここでも数字はそれなりにとどまっておりシーズンを通しての活躍はできておらず、2013年にパラナで国内へ復帰した。
転機となったのは、2015年にABCに加入すると、リオグランデ・ド・ノルテ州選手権で12ゴールと量産し、得点王に輝いた。そのまま、ブラジル全国選手権2部でも得点を量産し、通算で20ゴールを挙げる活躍を残す。この活躍で名が知れ渡り、サントスFCが獲得に乗り出すが、本人は古巣フラメンゴへの復帰を選択。
2015年にフラメンゴへ約8年ぶりに復帰し、当時の指揮官オズワルド・オリヴェイラ監督（元鹿島アントラーズ）も、カイケの才能を高く評価し、リーグ戦16試合に出場し6得点を記録。しかし、カイケの活躍とは裏腹にチームの成績は奮わず、リーグ戦閉幕を待たずにオズワルド・オリヴェイラ監督は解任。フラメンゴの新指揮官には、サントスを世界一に導いた経験を持つムリシ・ラマーリョ氏が就任した。2016シーズンは、ひざのケガで出遅れた影響もあり、FWの5番手として、出場機会が与えられないままでいた。
2015年より日本の横浜F・マリノスとの交渉が報じられ、期限付き移籍を望むマリノス側とフラメンゴ側の折り合いがつかず交渉は頓挫したものと思われていたが、2016年3月8日、Jリーグの横浜F・マリノスへ完全移籍することが発表された。3年契約の完全移籍でマリノス側が条件を変えたことで話が進んだと見られている。
2016年9月29日、度重なる練習への遅刻や、試合期間中のSNSの私的利用など、複数の規律違反があったとしてクラブから全体練習への参加禁止処分が下された。
2017年1月14日、サントスFCへの期限付き移籍が発表された。
2019年3月、横浜F・マリノスと契約解除。
2019年4月、ゴイアスECへの完全移籍が発表された。
2021年10月11日、1年契約でアル・ホールSCに加入。

## 個人成績
2016年9月14日現在
| 国内大会個人成績 | 国内大会個人成績 | 国内大会個人成績 | 国内大会個人成績   | 国内大会個人成績 | 国内大会個人成績 | 国内大会個人成績 | 国内大会個人成績 | 国内大会個人成績 | 国内大会個人成績 | 国内大会個人成績 | 国内大会個人成績 |
| 年度             | クラブ           | 背番号           | リーグ             | リーグ戦         | リーグ戦         | リーグ杯         | リーグ杯         | オープン杯       | オープン杯       | 期間通算         | 期間通算         |
| 年度             | クラブ           | 背番号           | リーグ             | 出場             | 得点             | 出場             | 得点             | 出場             | 得点             | 出場             | 得点             |
| ブラジル         | ブラジル         | ブラジル         | ブラジル           | リーグ戦         | リーグ戦         | ブラジル杯       | ブラジル杯       | オープン杯       | オープン杯       | 期間通算         | 期間通算         |
| ---------------- | ---------------- | ---------------- | ------------------ | ---------------- | ---------------- | ---------------- | ---------------- | ---------------- | ---------------- | ---------------- | ---------------- |
| 2007             | フラメンゴ       |                  | セリエA            | 4                | 0                |                  |                  |                  |                  | 4                | 0                |
| 2008             | ブラジリエンセ   |                  | セリエB            |                  |                  |                  |                  |                  |                  | 0                | 0                |
| 2009             | マカエ           |                  | セリエD            |                  |                  |                  |                  | 4                | 1                | 4                | 1                |
| 2009             | ヴィラ・ノヴァ   |                  | セリエB            | 1                | 0                |                  |                  |                  |                  | 1                | 0                |
| スウェーデン     | スウェーデン     | スウェーデン     | スウェーデン       | リーグ戦         | リーグ戦         | リーグ杯         | リーグ杯         | オープン杯       | オープン杯       | 期間通算         | 期間通算         |
| 2010             | ヘッケン         |                  | アルスヴェンスカン | 5                | 0                |                  |                  |                  |                  | 5                | 0                |
| ノルウェー       | ノルウェー       | ノルウェー       | ノルウェー         | リーグ戦         | リーグ戦         | リーグ杯         | リーグ杯         | ノルウェー杯     | ノルウェー杯     | 期間通算         | 期間通算         |
| 2010             | トロムソ         |                  | エリテセリエン     | 10               | 5                |                  |                  |                  |                  | 10               | 5                |
| デンマーク       | デンマーク       | デンマーク       | デンマーク         | リーグ戦         | リーグ戦         | リーグ杯         | リーグ杯         | オープン杯       | オープン杯       | 期間通算         | 期間通算         |
| 2010-11          | AaB              |                  | スーペル           | 10               | 3                |                  |                  |                  |                  | 10               | 3                |
| 2011-12          | AaB              |                  | スーペル           | 17               | 2                |                  |                  |                  |                  | 17               | 2                |
| 2012-13          | AaB              |                  | スーペル           | 6                | 1                |                  |                  |                  |                  | 6                | 1                |
| ブラジル         | ブラジル         | ブラジル         | ブラジル           | リーグ戦         | リーグ戦         | ブラジル杯       | ブラジル杯       | オープン杯       | オープン杯       | 期間通算         | 期間通算         |
| 2013             | パラナ           |                  | セリエB            | 16               | 3                |                  |                  |                  |                  | 16               | 3                |
| ポルトガル       | ポルトガル       | ポルトガル       | ポルトガル         | リーグ戦         | リーグ戦         | リーグ杯         | リーグ杯         | ポルトガル杯     | ポルトガル杯     | 期間通算         | 期間通算         |
| 2014             | ナシオナル       |                  | プリメイラ         | 2                | 0                |                  |                  |                  |                  | 2                | 0                |
| ブラジル         | ブラジル         | ブラジル         | ブラジル           | リーグ戦         | リーグ戦         | ブラジル杯       | ブラジル杯       | オープン杯       | オープン杯       | 期間通算         | 期間通算         |
| 2014             | アトレチコ-GO    |                  | セリエB            | 16               | 4                |                  |                  |                  |                  | 16               | 4                |
| 2015             | ABC              |                  | セリエB            | 14               | 8                | 4                | 0                | 16               | 10               | 34               | 18               |
| 2015             | フラメンゴ       |                  | セリエA            | 16               | 6                |                  |                  |                  |                  | 16               | 6                |
| 日本             | 日本             | 日本             | 日本               | リーグ戦         | リーグ戦         | リーグ杯         | リーグ杯         | 天皇杯           | 天皇杯           | 期間通算         | 期間通算         |
| 2016             | 横浜FM           | 9                | J1                 | 23               | 4                | 6                | 2                | 0                | 0                | 29               | 6                |
| 通算             | ブラジル         | ブラジル         | セリエA            | 20               | 6                | 0                | 0                | 0                | 0                | 20               | 6                |
| 通算             | ブラジル         | ブラジル         | セリエB            | 47               | 15               | 4                | 0                | 16               | 10               | 67               | 25               |
| 通算             | ブラジル         | ブラジル         | セリエD            | 0                | 0                | 0                | 0                | 4                | 1                | 4                | 1                |
| 通算             | スウェーデン     | スウェーデン     | アルスヴェンスカン | 5                | 0                | 0                | 0                | 0                | 0                | 5                | 0                |
| 通算             | ノルウェー       | ノルウェー       | エリテセリエン     | 10               | 5                | 0                | 0                | 0                | 0                | 10               | 5                |
| 通算             | デンマーク       | デンマーク       | スーペル           | 33               | 6                | 0                | 0                | 0                | 0                | 33               | 6                |
| 通算             | ポルトガル       | ポルトガル       | プリメイラ         | 2                | 0                | 0                | 0                | 0                | 0                | 2                | 0                |
| 通算             | 日本             | 日本             | J1                 | 23               | 4                | 6                | 2                | 0                | 0                | 29               | 6                |
| 総通算           | 総通算           | 総通算           | 総通算             | 140              | 36               | 10               | 2                | 20               | 16               | 170              | 47               |